# دوري الدرجة الأولى الليتواني 2017
دوري الدرجة الأولى الليتواني 2017 (بالليتوانية: 2017 m. A lyga)‏ هو الموسم 28 من  دوري الدرجة الأولى الليتواني. أقيم خلال الفترة 3 مارس 2017 وحتى 19 نوفمبر 2017، والذي يشرف على تنظيمه اتحاد ليتوانيا لكرة القدم، وكان عدد الأندية المشاركة فيه  8، وفاز فيه نادي سودوفا ماريامبوله.